# 貝塞爾人口普查區
貝塞爾人口普查區（英語：Bethel Census Area）是美國阿拉斯加州一個人口普查區，位於該州西南部。面積117,866平方公里。根據美國2000年人口普查，共有人口16,006人。由於無建制，故無治所。
區名來自貝塞爾。